# Motet

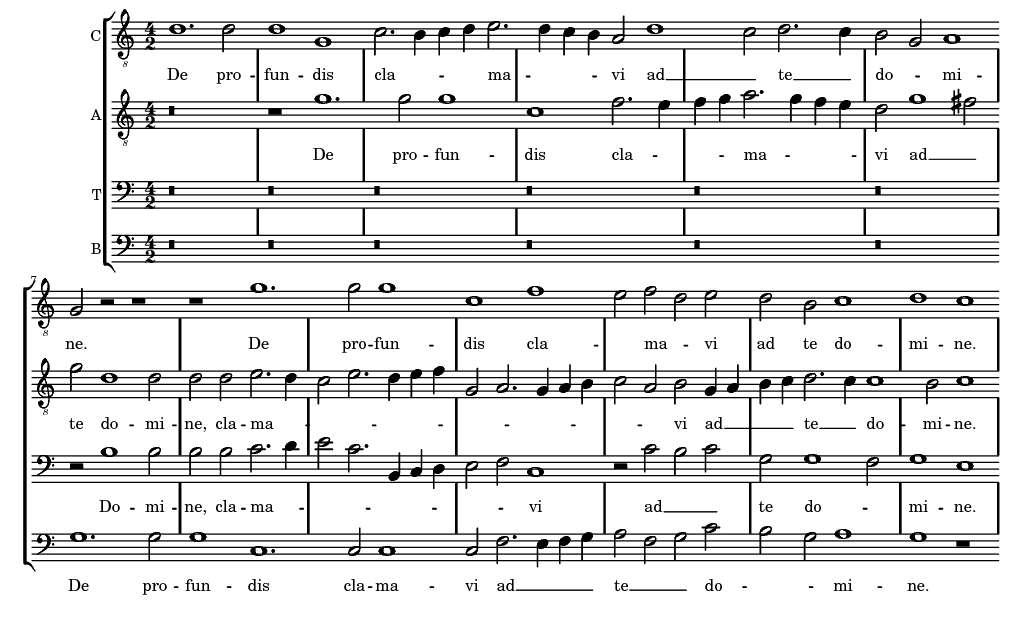
Inici del motet De profundis de Nicolas Champion.

El motet és una composició vocal de caràcter gairebé sempre religiós, sobre text llatí, amb acompanyament d'instruments o sense.

## Evolució del motet
Dues tendències van conviure a partir del segle xvii. Per un costat el motet a cappella, que es va desenvolupar al marge de l'evolució musical dels últims segles, i per altre el motet concertant i també el gran motet.
En el segle xvii, sota la influència de noves idees, el motet italià evoluciona cap a un estil monòdic, on les veus solistes (generalment una o dues) són recolzades per un baix continu o per l'orquestra. A la fi de segle, tant el motet, com la cantata, es van omplir de recitatius, àries, duets i trios.
Els motets incorporaren sovint en el segle xvii acompanyament orquestral i simfonies i introductòries.
Per fi, cap al 1720, Bach arriba, amb el seu Magnificat, al cim del motet cantata, juntament amb els seus grans motets a doble cor a cappella arriba al summum de l'expressió musical religiosa. El motet es cantava a Leipzig en el servei matinal i de tarda, immediatament després del gran preludi de l'orgue. Més tard, en comptes de dues veus solistes en poden arribar a intervenir 4 o més. Bach va escriure gran nombre d'aquest tipus d'obres per a un, dos i més cors, els textos dels quals, extrets de la Bíblia, són molt superiors al de les cantates. Johann Sebastian va aparèixer al final d'una època en la història de la música: la de la polifonia o contrapunt, que posava èmfasi en el desplegament simultani de diverses melodies, totes elles d'igual importància. El motet no era especialment una obra per a la població pobre, era més per als nobles.